# Лістрозавр
Лістроза́вр (Lystrosaurus) — рід травоїдних терапсидів родини лістрозаврових (Lystrosauridae), що існував на межі пермського і тріасового періодів (255—250 млн років тому). Лістрозари — одні з небагатьох синапсид, що пережили пермсько-тріасове вимирання. Викопні рештки лістрозаврів виявлені в Південній Африці, Індії, Антарктиці, Китаї, Монголії та Росії.

## Історія відкриття
Перший череп лістрозавра знайшов доктор Еліас Рут Бідл, місіонер із Філадельфії та завзятий колекціонер скам'янілостей. Бідл написав про свою знахідку видатному американському палеонтологу того часу Отніелю Чарльзу Маршу, але не отримав відповіді. Суперник Марша, палеонтолог Едвард Дрінкер Коуп, навпаки виявив рішучу зацікавленість у знахідці. Він першим описав знахідку й дав її сучасну наукову назву Lystrosaurus в «Працях Американського філософського товариства» в 1870 році. Назва «лістрозавр» походить від давньогрецьких слів λίστρον — «лопата», і σαῦρος — «ящірка», що описують форму знайденого черепа. Марш із запізненням придбав череп в Бідла в травні 1871 року. Справжній його інтерес до вже описаного зразка залишається незрозумілим; можливо, він хотів уважно вивчити опис Копа на оригінальному зразку.

## Опис

Порівняння розмірів лістрозавра і людини

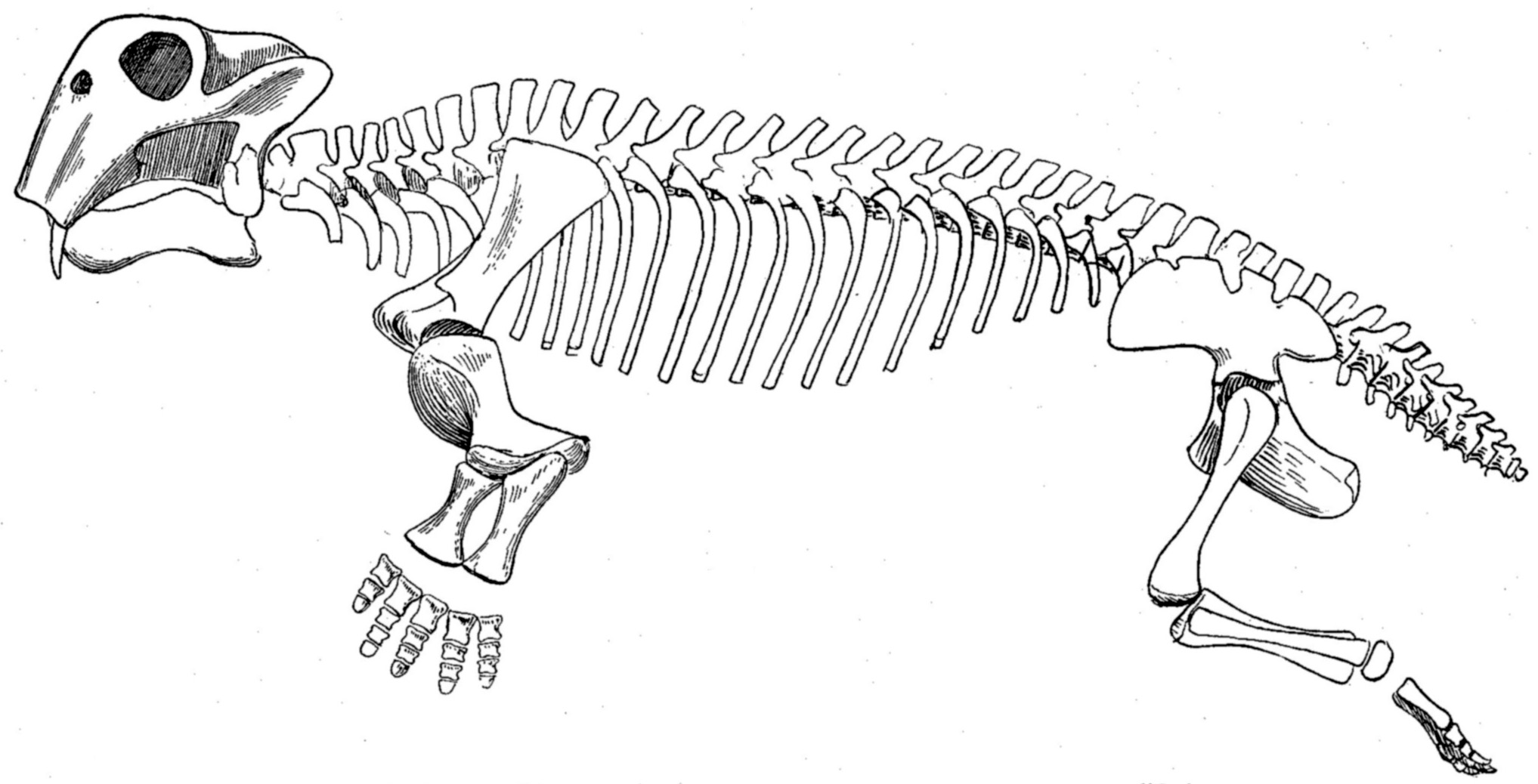
Скелет лістрозавра

Лістрозаври були представниками дицинодонтів терапсид, довжиною від 0,6 до 2,5 м залежно від виду, у середньому 0,9 м.
На відміну від інших терапсидів, дицинодонти мали високий укорочений череп з винесеними наверх ніздрями та очима, не мали зубів, за винятком, схожих на бивні, двох верхніх ікл. Вважається, що дицинодонти мали роговий дзьоб, як у черепах, для відрізання шматочків рослин, які потім розтиралися на роговому вторинному піднебінні, коли рот був закритий. Скронево-нижньощелепний суглоб був слабким і рухався назад/вперед зі зсувом, замість більш поширених рухів з боку в бік або вгору/вниз. Вважається, що м'язи щелеп були прикріплені надзвичайно далеко вперед до черепа і займали багато місця на верхній і задній частині черепа. В результаті очі були посаджені високо і далеко вперед на черепі, а морда була короткою (брахіцефалія).
Лапи мали короткі й масивні. Передні кінцівки були міцнішими за задні. Вважається, що тварина була хорошим копачем.

## Класифікація
За даними сайту Paleobiology Database, на листопад 2019 року до роду включають 12 вимерлих видів:
- Lystrosaurus broomi Young 1939, Китай;
- Lystrosaurus curvatus Owen 1876, ПАР, Антарктида;
- Lystrosaurus declivis Brink 1951, ПАР;
- Lystrosaurus georgi Kalandadze 1975, Росія;
- Lystrosaurus hedini Young 1935, Китай;
- Lystrosaurus maccaigi Seeley 1898, ПАР, Індія, Антарктида;
- Lystrosaurus murrayi Huxley 1859, ПАР, Індія;
- Lystrosaurus robustus Sun 1973, Китай;
- Lystrosaurus shichanggouensis Cheng 1986, Китай;
- Lystrosaurus weidenreichi Young 1939, Китай;
- Lystrosaurus youngi Sun 1964, Китай.

Декілька біноменів включені до роду в статусі nomen dubium:
- Dicynodon seeleyi Broili, 1908;
- Lystrosaurus weidenreichi Young, 1939;
- Prolystrosaurus strigops Broom, 1913.

## Палеоекологія
Припущення, що лістрозаврам допомогло вижити та домінувати у подальшому був напівводний спосіб життя, має певну слабкість: хоча амфібійні темноспондили також стають більш поширеними в тріасових відкладеннях масиву Кару, вони були набагато менш численними, ніж види L. murrayi та L. declivis.